# Horné Obdokovce
Horné Obdokovce (in ungherese Felsőbodok) è un comune della Slovacchia facente parte del distretto di Topoľčany, nella regione di Nitra.